# Маврицій Клеменс Замойський
Маврицій Клеменс (Маврикій Климент) Замойський, в російському політичному житті Маврикій Фоміч (пол. Maurycy Klemens Zamoyski; 30 липня 1871, Варшава — 5 травня 1939, Варшава) — граф, польський політик і дипломат, громадський діяч, 15-й ординат на Замойської ординації, міністр закордонних справ у 1924 році. Віцепрезидент Національного Польського комітету в Парижі, член Національного Польського комітету (1914–1917).

## Життєпис
Представник польського графського роду Замойського герба «Єліта». Старший син графа Томаша Франтішека Замойського (1832–1889), 14-го ордината на Замостя, та графині Марії Потоцької (1851–1945). Закінчив гімназію в Лешні (Познань) та університет у Німеччині. Був головою Варшавського філармонічного товариства. Засновник школи образотворчих мистецтв у Варшаві. Голова Варшавського сільськогосподарського товариства. Член Національно-демократичної партії.
Член Національної Ліги з 1905 року. У 1906 році був обраний до 1-ї Державної Думи Російської імперії. Входив до складу Польського кола.
Був одним із найбільших землевласників Королівства Польського. У відповідь на декларацію головнокомандувача російських військ великого князя Миколи Миколайовича Романова від 14 серпня 1914 року граф Маврицій Замойський написав телеграму подяки, в якій заявляв, зокрема, «що кров синів Польщі, пролита разом із кров'ю синів Росії проти спільного ворога, стане нового життя, миру та дружби двох братніх слов'янських народів».
У 1919–1924 роках — посол Польщі у Франції, протягом семи місяців з 19 січня 1924 обіймав посаду міністра закордонних справ Польщі.
У 1922 році Маврицій Замойський став одним із кандидатів (найправішим) на посаду президента Польщі та основним суперником Габріеля Нарутовича. Обрання першого президента відбувалося у Національних зборах Польщі. Попри те, що Маврицій Замойський лідирував у першому та наступних раундах голосувань, у ході остаточного голосування отримав 227 голосів, а Габріель Нарутович — 289 голосів та здобув перемогу.
Спочатку член, потім віцепрезидент (1902–1907) і президент (1907–1919) комітету з будівництва пам'ятника Фредерику Шопену у Варшаві.

## Сім'я та діти
18 липня 1906 року одружився з княжною Марією Розе Софією Сапєзі (19 вересня 1884 — 28 серпня 1969), дочці князя Яна Павла Александра Сапєги (1847—1901) і графині Северини Марії Уруської (1860–1931). Їх діти:
- Марія (нар. 29 травня 1907 — 3 грудня 2000), чоловік з 1930 граф Станіслав Костка Кароль Замойський (1899–1939)
- Софія (нар. 7 липня 1908 — 3 листопада 1999), чоловік з 1935 року Казимир Скаржинський (1888–1962)
- Роза (нар. 10 січня 1911 — 18 липня 2005), чоловік з 1931 граф Артур Тарновський (1903–1984)
- Ян Томаш (12 червня 1912 — 29 червня 2002), 16-й ординат Замойський, дружина з 1938 Роза Жолтовська (1913–1976)[7]
- Анджей (нар. 10 січня 1914 — 25 травня 1986), дружина Ірена Домбовська (1920–2005)
- Владислав (нар. 26 липня 1915 — 24 вересня 2001), дружина з 1946 Гелена Клокоцька (1904–1998)[7]
- Анна Марія (20 вересня 1920 — 24 вересня 1983), чоловік з 1940 князь Петро Михайло Войцех Чарторийський (1909–1993)[7]
- Павло Марек (нар. 14 березня 1922 — 20 березня 1985), дружина з 1955 Ольга Родрігес Уріа (нар. 1928)[7]
- Тереза (11 листопада 1923 — 28 березня 1995)
- Христина (нар. 31 липня 1925 — 30 липня 2008), чоловік з 1949 Павло Станіслав Попель (1920–1980)[7]